# Horst (Groß Pankow)
Horst ist eine Ortschaft im Ortsteil Wolfshagen der Gemeinde Groß Pankow (Prignitz) in Brandenburg. Das kleine Dorf ist aus einem Vorwerk (Gutshof) mit Tagelöhnerhäusern, die um 1850 hier etabliert wurden, hervorgegangen und hat 37 Einwohner. Die meisten Wohngebäude entstanden erst nach 1945 im Zusammenhang mit der „demokratischen Bodenreform“ und dem Neubauernprogramm.

## Geschichte
Die im Mittelalter wüst gewordenen Feldmark Dömnitz (auch Doemitz oder Demshagen) liegt östlich von Wolfshagen und ist 1752 im Zusammenhang mit den friderizianischen Besiedlungsplänen von wüsten Feldmarken auf 40 bis 50 Hufen Fläche geschätzt worden. Der Kriegsrat Pfeiffer teilte in seinem Bericht über die zwischen Kuhbier, Helle und Wolfshagen liegende Feldmark 1752 außerdem mit: „Zu Wolfshagen geschlagen, noch Reste eines Turms oder Schlosses (7–8 Fuß hohe Mauer von 12 bis 14 Fuß im Quadrat, gemeinhin für einen Keller gehalten), eingefallener Brunnen und Backofen als Zeichen der Dorfstelle erkennbar, seit einigen Jahren durch Baron von Putlitz auf Wolfshagen in Ackerland umgewandelt. Das bewachsene Land, vor allem Eichen und Buchen, die Kuhbirsche Horst genannt.“
Die großen Ackerflächen wurden zunächst vom Gut Wolfshagen aus bewirtschaftet, was aber wegen der großen Entfernung mühsam und zeitaufwendig war. Erst Hermann Gans zu Putlitz (1816–1888) ließ zu Beginn der 1850er Jahre eine neue stattliche Vorwerkswirtschaft in der Mitte der Dömnitzer Feldmark errichten, um die infolge der Stein-Hardenberg’schen Reformen nun um etwa 400 Morgen erweiterte Feldmark zwischen Kuhbier und Wolfshagen besser bewirtschaften zu können. Südlich vom Fahrweg Wolfshagen–Kuhbier legte er den neuen großen Wirtschaftshof im Rechteck übersichtlich und mit sehr großen Gebäuden an. Zuletzt (1938) wurden hier 29 Ackerpferde, 61 Kühe 46 Kälber und 23 Bullen gehalten, die auf dem ausgedehnten Wiesenareal ausreichend Weide fanden.  Neben einem sehr schönen Verwalterhaus (1853) an der nördlichen Schmalseite des Hofes und einer gewaltigen Scheune (1854) an der östlichen Längsseite, entstanden noch ein großer massiver Kuhstall an der westlichen Längsseite sowie mehrere kleinere Wirtschaftsgebäude und auch neue Tagelöhnerhäuser, insgesamt 6 Wohn- und 4 Wirtschaftsgebäude mit 66 Einwohnern im Jahre 1858. In den 1920er Jahren entstand auch ein weiteres Arbeiter-Wohnhaus mit Stall (massive Putzbauten) in dem damals üblichen und auch auf den benachbarten Gütern Wolfshagen und Dannhof ausgeführten Stil mit den charakteristischen gebogenen Brettbinder-Dächern.
Das Vorwerk erhielt 1858 schließlich den Namen „Horst“.  Die geradezu prachtvollen und großartigen neuen Wirtschaftsgebäude, die – wie gleichzeitig auch in Wolfshagen – architektonisch reich gegliedert, aus behauenem Naturstein und Ziegelmauerwerk kunstvoll und majestätisch errichtet wurden, sind wohl demselben Baumeister (vermutlich R. Pinder) zuzuschreiben, der damals und in den 1860er Jahren in Wolfshagen tätig war. Die am Fahrweg nach Wolfshagen gelegenen Tagelöhnerwohnungen wurden in langgestreckten Ziegelfachwerk-Häusern eingerichtet, deren rote Ziegel-Satteldächer von anmutigen Fledermausgauben belebt wurden und den Häusern Charakter verliehen.
Auch das Vorwerk Horst war zunächst verpachtet. Die ersten Arbeiterfamilien, die hier angesiedelt wurden, stammten überwiegend aus Mecklenburg-Schwerin, wie aus dem Kirchenbuch von Seddin hervorgeht. Um 1860, 1863, 1866 trat Rudolph August Ludolph Brunnemann als Gutspächter in Horst in Erscheinung. Statthalter war damals Joachim Köpke. In den 1870er und 1880er Jahren war Christoph Ulrich Gutspächter in Horst. Nach Ablauf seiner Pachtzeit wurde Horst dann bis 1945 nicht mehr verpachtet, sondern vom Hauptgut Wolfshagen selbst bewirtschaftet. Vor Ort wurde ein Statthalter angestellt, der mit seiner Familie das Verwalterhaus bewohnte. Zunächst war es ein Herr Ernst, der 1927 pensioniert wurde und nach Wolfshagen zog. Nach ihm kam zunächst der unverheiratete Julius Lattmann nach Horst und danach war bis 1945 Herr Fratzscher Inspektor. Er wurde 1945 von den Russen verschleppt und starb im Lager.
Das stattliche eingeschossige Verwalterhaus ist 1853 im Schweizer Stil als Backsteinhaus erbaut worden und hat nach Norden einen kräftigen Mittelrisalit mit ausgebauter Giebelstube, davor eine Terrasse mit Treppe in den nach Norden gelegenen Garten. Mit der Südfront zeigte das Haus auf den geräumigen Wirtschaftshof, zur Linken die riesige Scheune, zur Rechten der langgezogene Kuhstall. Im Verwalterhaus fanden traditionell für die Horster Gutsarbeiter die Gottesdienste und Abendmahlsfeiern statt. Einen eigenen Friedhof hat Horst nicht. Die Beerdigungen fanden zunächst auf dem Seddiner Friedhof und seit 1907 auf dem neu angelegten Wolfshäger Friedhof neben dem Sportplatz statt.
Der Fahrweg von Wolfshagen nach Horst ist 1893 gepflastert worden, wie im Kreisblatt für die Westprignitz Nr. 48 vom 25. März 1893 angekündigt wurde: „Wegen Vorarbeit zum Dammen und Dammarbeiten ist der Weg von Wolfshagen über Horst nach Kuhbier gesperrt.“ Erst um 1970 herum hat man über den alten Pflasterweg eine Teerdecke gezogen, so dass dem modernen Verkehr auf dem alten Fahrweg Genüge getan war. Der Weg wird von Wolfshagen aus von einer wohl noch um 1860 gepflanzten Kastanienallee begleitet, auf Horster Seite wechselt sie dann mit Buchen, von denen heute nur noch wenige stehen.
Die giebelständigen Wohnhäuser entlang der Dorfstraße und in der Nähe des ehem. Gutshofes sind typische Neubauerngehöfte, die alle erst nach 1945 entstanden sind. Ein Fachwerkgebäude mit Satteldach und charakteristischer Fledermausgaube stammt aus der Gründungszeit des Vorwerkes (um 1850) und war Tagelöhnerwohnung. Die meisten Gebäude der großzügig angelegten Hofanlage des Vorwerks stammen aus den 1850er Jahren und sind noch heute – wenn auch zum Teil baulich stark überformt oder reduziert – erhalten und werden privat und von der Agrargenossenschaft Wolfshagen genutzt.